# رمضان فوق البركان (فلم)
رمضان فوق البركان فيلم مصري بطولة عادل إمام وإلهام شاهين. أنتج عام 1985 بمشاركة الممثلين وحيد سيف و تحت ضغط طلبات أم خطيبته (إلهام شاهين)، مستندا إلى معرفته بالقوانين وإطلاعه على العقوبة المتعلقة بهذه الجريمة. يترافق تنفيذ عملية الاختلاس مع قيام أحد العصابات بتبديل الحقيبة التي ينقلها رمضان بحقيبة أخرى تحتوي على العجوة.
يقوم رمضان بإخفاء الحقيبة التي يظن أنها تحتوي على المال ويسلم نفسه للسلطات. تكتشف المباحث المختلس الحقيقي للأموال وتقوم بإخراج «رمضان» من السجن. بعد خروجه من السجن يكتشف «رمضان» ما حصل ويقوم بملاحقة العصابة بمساعدة مجموعة من الأصدقاء (سمير غانم) الذين تعرف عليهم في السجن بعد أن يؤسس معهم شركة للنصب، تتم ملاحقة العصابة ويسترجع «رمضان» الأموال بالإضافة إلى أموال أخرى نصبها ويقوم بتسليم نفسه مجددا.

## روابط خارجية
مقالات تستعمل روابط فنية بلا صلة مع ويكي بيانات